# Glen Moss
Glen Robert Moss (Hastings, 19 gennaio 1983) è un allenatore di calcio ed ex calciatore neozelandese, di ruolo portiere, preparatore dei portieri del Macarthur.

## Carriera

### Club
Dopo alcune esperienze in piccoli Club australiani,nel 2006 firma un contratto annuale con i rumeni del Dinamo Bucarest.Pur trovando poco spazio, la sua squadra si aggiudica il titolo di “Campione di Romania” regalando a Moss il suo primo trofeo. A fine stagione torna in patria nel “Wellington Phoenix” dove a seguito di molteplici interventi decisivi,si aggiudica la fama di portiere di livello. Alla fine della stagione 2008/2009 lascia il “Wellington Phoenix” firmando un annuale con il “Melbourne Victory”.A causa di alcuni piccoli infortuni viene spesso sostituito dal secondo portiere che ,in seguito ,verrà preferito a Moss. Avendo trovato poco spazio,al termine della stagione lascia il “Melbourne Victory” per trasferirsi al “Gold Coast United”,dove resterà per due anni.A causa dello scioglimento della squadra, nel 2012 Moss annuncia il suo ritorno al “Wellington Phoenix dove giocherà fino al 2017“.Nel 2016 Proprio con i neozelandesi si aggiudica il premio “player of the year”.Tuttavia,a causa dell'instabilità(anche di natura economica) del club, dopo 140 presenze lascia il “Wellington Phoenix “.Pur avendo ricevuto diverse offerte anche in Sud Africa, firma un nuovo contratto con gli australiani del “Newcastle United Jets”dove ritrova il coach E.Merrick. Durante la stagione 2017/2018 si alterna con Jack Duncan,l’altro portiere della squadra. Essa si dimostra molto competitiva tanto da giocare la finale per il titolo dove Moss gioca titolare.
A fine campionato rinnova per un altro anno con il “Newcastle United Jets”

### Nazionale
Dopo avere fatto parte della selezione neozelandese under-20 e under-23,nell’ottobre 2003, nella partita Nuova Zelanda-Iran viene per la prima volta convocato nella nazionale maggiore. A febbraio dello stesso anno esordisce nella partita contro la Malesia, vinta 1-0 dagli “All Whites “.Nel 2009 fa parte della selezione per la Confederation Cup in Sudafrica dove gioca tutti e 3 i match.Nell’ultimo di questi, contro l’Iraq, mantiene la rete inviolata. Nella Coppa del Mondo 2010 fa parte dei 23 convocati ma non riesce ad ottenere un posto da titolare, occupato da Paston. Nella fase di qualificazione e nei playoff della Coppa del Mondo 2014 prende parte dal primo minuto a tutti gli incontri in cui si distingue con interventi di pregevole fattura che però non risultano sufficienti per la qualificazione alla fase a gironi. Nel 2016, vince il titolo di campione d’Oceania. È convocato anche per le qualificazioni ai Mondiali 2018 con il ruolo di secondo portiere.A seguito della mancata qualificazione ai mondiali 2018 ,annuncia il suo ritiro dal calcio internazionale dopo 11 anni di presenze in Nazionale.